# Wacław Frankowski
Wacław Frankowski (ur. 25 października 1903 w Łodzi, zm. 19 marca 1981 w Łodzi) – łódzki działacz robotniczy w okresie 20-lecia międzywojennego, dyplomata Polskiej Rzeczypospolitej Ludowej, poseł polski w Brazylii w latach 1953-1956.

## Życiorys
Z zawodu był tkaczem i ślusarzem. Jako członek Komunistycznej Partii Robotniczej Polski, stał się na początku lat 20. XX w. jednym z czołowych łódzkich działaczy komunistycznych i związkowych. 30 lipca 1923 został aresztowany za udział w strajkach. 2 października został skazany przez Sąd Okręgowy w Łodzi 3 lata więzienia. Uwolniono go dopiero w 1928 i został skierowany przez KPP do półlegalnej pracy w teatrze "Scena Robotnicza", w którym kierownikiem był Witold Wandurski. Działał również w związku włókniarzy i stowarzyszeniu wolnomyślicieli. W latach 1930–1937 był delegatem związkowym w łódzkich fabrykach Kindermana i Szaca, ponownie został aresztowany i skazany na 2 lata i 7 miesięcy. Wyrok odsiadywał w więzieniu w Łodzi, Częstochowie i we Wronkach. W czasie okupacji niemieckiej został w 1940 wywieziony na roboty przymusowe do Niemiec i pracował tam w kopalni węgla w Grünau. Wróciwszy w lipcu 1945, wstąpił do PPR (później w PZPR) i do 1950 pracował w Komitecie Łódzkim PPR/PZPR na stanowisku kierownika Wydziału Ekonomicznego, po czym rozpoczął karierę w polskiej dyplomacji.
Początkowo pracował trzy miesiące na stanowisku I sekretarza ambasady w Rzymie, później jako zastępca ambasadora, kiedy Jan Druto został wysłany dwa miesiące do Nowego Jorku. Od 29 września 1953 do 21 listopada 1956 pełnił funkcję Posła Nadzwyczajnego i Ministra Pełnomocnego PRL w Rio de Janeiro w Brazylii. 23 listopada 1954 doprowadził do podpisania polsko-brazylijskiej umowy handlowej. Po powrocie z misji dyplomatycznej pracował w łódzkim przemyśle włókienniczym, a następnie przeszedł na emeryturę. Pochowany na cmentarzu Doły.

## Życie osobiste
Miał starszą siostrę Annę. Żoną Wacława Frankowskiego była Leokadia Frankowska z domu Magda (zm. 1994), z którą miał jedną córkę Janinę (zm. 1983). Miał także dwóch wnuków. Do końca życia żywo interesował się fotografiką.

## Odznaczenia
- 2 lipca 1955 – Krzyż Oficerski Orderu Odrodzenia Polski[7]
- 10 stycznia 1955 – Medal 10-lecia Polski Ludowej[8]
- 10 maja 1956 – Krzyż Wielki Orderu Krzyża Południa (Brazylia)[9]